# Mark Twain Cave
Die Mark Twain Cave – ursprünglich McDowell’s Cave – ist eine Schauhöhle in der Nähe von Hannibal (Missouri). Sie wurde nach dem Schriftsteller Mark Twain benannt, dessen bürgerlicher Name Samuel Langhorne Clemens war. Clemens lebte im Alter von 4 bis 17 Jahren von 1839 bis 1853 in Hannibal. Sie ist die älteste Schauhöhle des Landes und wird seit 1886 ununterbrochen besichtigt.
Zusammen mit der nahegelegenen Cameron Cave wurde sie 1972 als National Natural Landmark registriert, mit der Begründung, dass sie „ein außergewöhnlich gutes Beispiel für den Labyrinthtyp der Höhlenentwicklung“ sei. Die Höhle spielt als „McDougal’s Cave“ eine wichtige Rolle in dem Roman  Die Abenteuer des Tom Sawyer  (1876) von Mark Twain und wurde 1880 zu Ehren des Autors umbenannt.

## Frühgeschichte

### Geologie

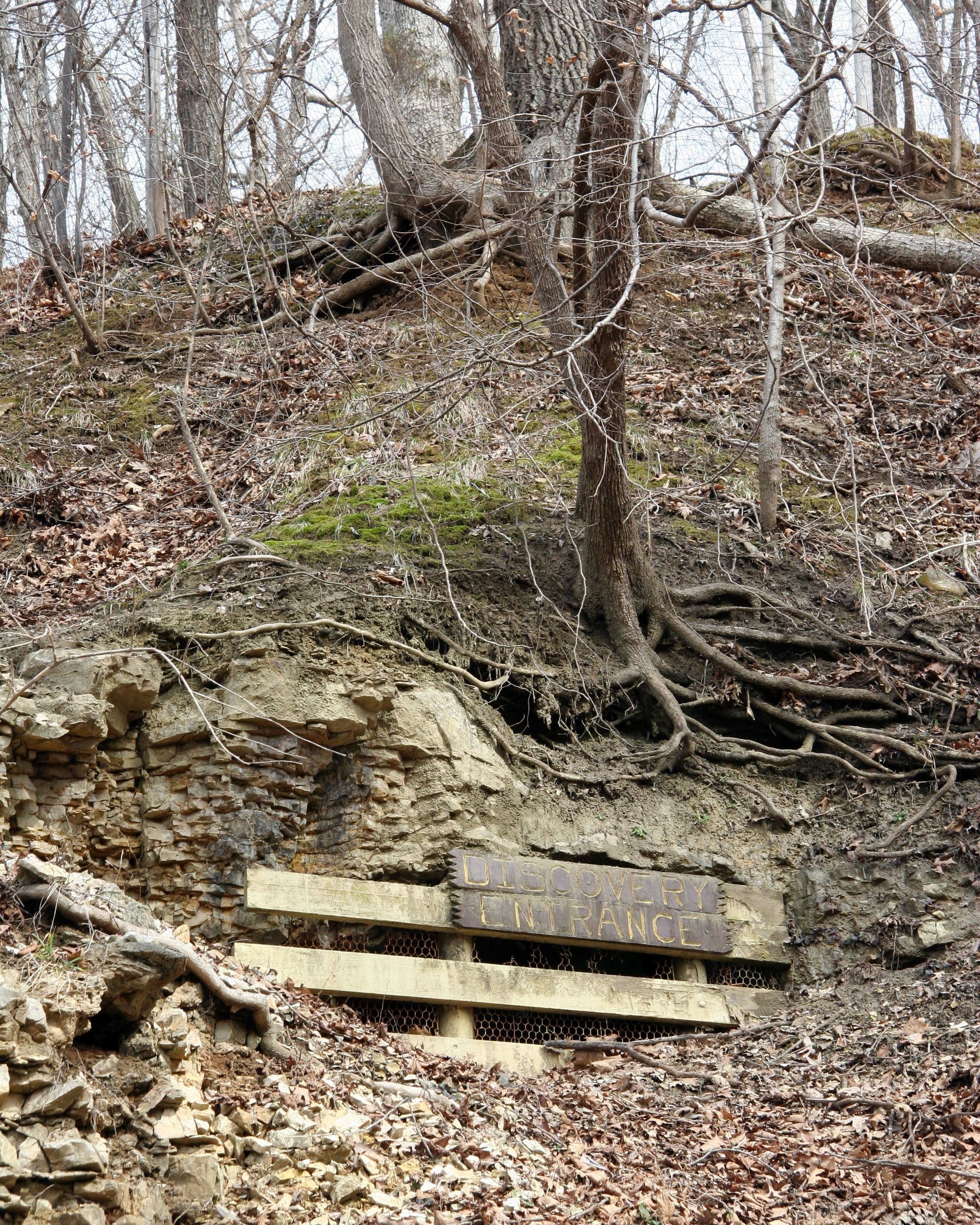
Originaleingang entdeckt von Jack Simms

Geologisch gesehen, unterscheiden sich die Mark Twain Cave und ihre nahe gelegene Nachbarhöhle Cameron Cave von den meisten der über 6500 Höhlen in Missouri. Man geht davon aus, dass beide Überreste eines viel größeren Höhlensystems sind, das durch einen Gletscher und Millionen von Jahren der Erosion auseinandergerissen wurde, was zu Spekulationen von Geologen und Bürgern gleichermaßen führte, dass es in der Region Hannibal noch weitere unentdeckte Höhlen geben könnte. Diese Spekulationen wurden 2006 verstärkt, als beim Bau einer neuen Grundschule der Eingang zu einer bisher unbekannten Höhle gefunden wurde. Ein wesentlicher Unterschied ist, dass in der Mark Twain Cave Speläothems, mineralische Ablagerungen wie Stalagmiten und Stalaktiten in großen offenen Bereichen, fast völlig fehlen. Die Mark Twain Cave und die Cameron Cave haben stattdessen eine Vielzahl von engen, gewundenen Gängen. Die Höhlen bestehen größtenteils aus einem weichen Kalkstein namens Louisiana Lithographic Limestone, der nur in einem Umkreis von 56 km um Hannibal und Louisiana (Missouri) vorkommt. Der Kalkstein wird von Geologen auf ein Alter von etwa 350 Millionen Jahren geschätzt, während die Höhlengänge vor etwa 100 Millionen Jahren entstanden sind. Mark Twain Cave umfasst etwa 4,8 km mit vier Eingängen und 260 Gängen und hat eine ganzjährige Temperatur von 11 °C.

### Entdeckung und erste Nutzung
Während es möglich ist, dass prähistorische Ureinwohner Amerikas von der Höhle wussten, behaupten die frühesten Unterlagen, dass die Mark Twain Cave im Winter 1819–1820 von einem örtlichen Jäger, Jack Simms, entdeckt wurde, als sein Hund ein Tier in eine kleine Öffnung am Hang südlich des heutigen Hannibal jagte. Bei der Untersuchung mit Fackeln stellten er und seine Brüder fest, dass die kleine Öffnung zu einem großen unterirdischen Labyrinth führte. Die Höhle erwies sich als beliebter Zeitvertreib für die Bewohner von Hannibal in der Mitte des 19. Jahrhunderts, insbesondere für Kinder, darunter auch der junge Sam Clemens. Diese kindlichen Erkundungen tauchen später in fünf Büchern von Mark Twain auf. Die Nähe zum Mississippi und seine kühlende Brise machten das kleine Tal zwischen den Flussklippen, in dem sich die Höhlen befinden, zu einem beliebten Ort für Familienpicknicks und Kirchenausflüge im Sommer.

### Der „verrückte“ Wissenschaftler und der Geächtete
Der Pionierarzt von Hannibal, Dr. Joseph Nash McDowell, erwarb die Höhle in den späten 1840er Jahren und nutzte sie mehrere Jahre lang als Labor für medizinische Forschungen an menschlichen Leichen. Seine Überzeugung, dass die traditionelle Bestattung „die Seele der Toten erstickt“ und eine andere Art der Beisetzung die Kommunikation zwischen Lebenden und Toten fördern würde, führte zu einer der berüchtigtsten Episoden der Höhle und inspirierte Twain, als McDowell sein kürzlich verstorbenes Kind Amanda in einem Konservierungssarg in den Arbeitsraum der Höhle legte. Twains Buch Life on the Mississippi bot eine Beschreibung der Aktivitäten:

“In my time the person who owned it [the cave] turned it into a mausoleum for his daughter, age fourteen. The body of this poor child was put in a copper cylinder filled with alcohol, and this suspended in one of the dismal avenues of the cave.”

„Zu meiner Zeit verwandelte der Besitzer [der Höhle] sie in ein Mausoleum für seine vierzehnjährige Tochter. Der Leichnam des armen Kindes wurde in einen mit Alkohol gefüllten Kupferzylinder gesteckt und in einem der düsteren Gänge der Höhle aufgehängt.“

Als McDowell jedoch 1849 erfuhr, dass die Einheimischen es gewagt hatten, in die Höhle einzubrechen und den Zylinder zu öffnen, um die Überreste seines Kindes zu entweihen, ließ er den Leichnam für eine traditionellere und sicherere Bestattung in der Familiengruft hinter der neu erbauten Missouri Medical College, wo er arbeitete, entfernen. Zu den Gerüchten, die sich um McDowell rankten, gesellte sich die Fabel, dass die Leiche von wütenden Bürgern von Hannibal gewaltsam entfernt worden sei, nachdem diese von den Kindern gehört hatten, die die Leiche zum Erzählen von Geistergeschichten verwendet hatten. Viele in St. Louis glaubten, dass McDowell für seine medizinischen Untersuchungen auch Leichen benutzte, die aus den örtlichen Gräbern gestohlen worden waren, was vor dem 20. Jahrhundert nicht unüblich war. Twain würde diesen Verdacht in die Handlung von Tom Sawyer einflechten, und zwar in einer Grabräubereiszene mit Indianer-Joe.

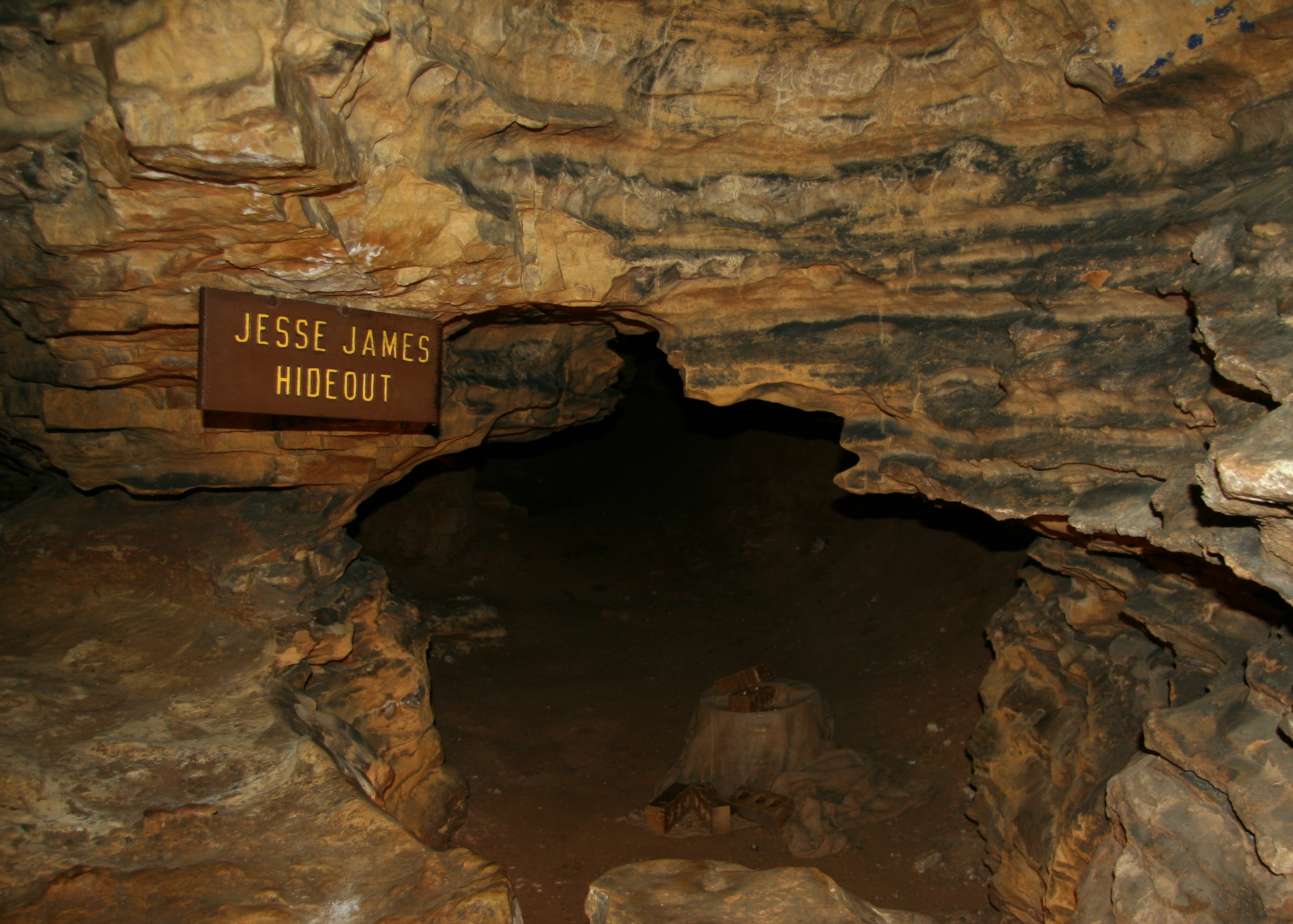
Vermeintliches Versteck von Jesse James

Dem Volksmund zufolge nutzte McDowell die Höhle während des Amerikanischen Bürgerkriegs als geheimes Waffenlager der Konföderierten. McDowell war ein glühender Anhänger der Südstaaten und hatte in der Tat einen Vorrat an Kanonen und Musketen, die 1846 zur Unterstützung der Rebellen in seinem Heimatstaat Kentucky bestimmt waren, in seinem medizinischen College in St. Louis gelagert, was sich zeigte, als sich ein wütender Mob vor dem Gebäude versammelte und McDowell fälschlicherweise des Mordes beschuldigte. Einer der ehemaligen Konföderierten, der die Höhle wahrscheinlich aus seinem Kriegsdienst kannte, ist der legendäre Outlaw Jesse James. James war mit Quantrill's Raiders und Bloody Bill Anderson durch das Gebiet von Little Dixie südwestlich von Hannibal geritten. Im September 1879, nach dem Überfall auf einen Zug im nahe gelegenen Saverton (Missouri), erwies sich die Höhle als sicheres Versteck für ein paar Tage Ruhe. James signierte und datierte sogar eine der Höhlenwände mit einem Bleistift. Dieser Teil der Höhle konnte früher besichtigt werden, ist aber inzwischen von der Besichtigung ausgeschlossen, da die Bleistiftmarkierungen verblasst sind.

„The cave was but a labyrinth of crooked aisles that ran into each other and out again and led nowhere. It was said that one might wander days and nights together through its intricate tangle of rifts and chasms and never find the end of the cave.“

„Die Höhle war nur ein Labyrinth aus verwinkelten Gängen, die ineinander übergingen und wieder herausführten und nirgendwo hinführten. Es hieß, man könne Tage und Nächte durch das verschlungene Gewirr von Spalten und Abgründen wandern und nie das Ende der Höhle finden.“

## Entstehung des Tourismus

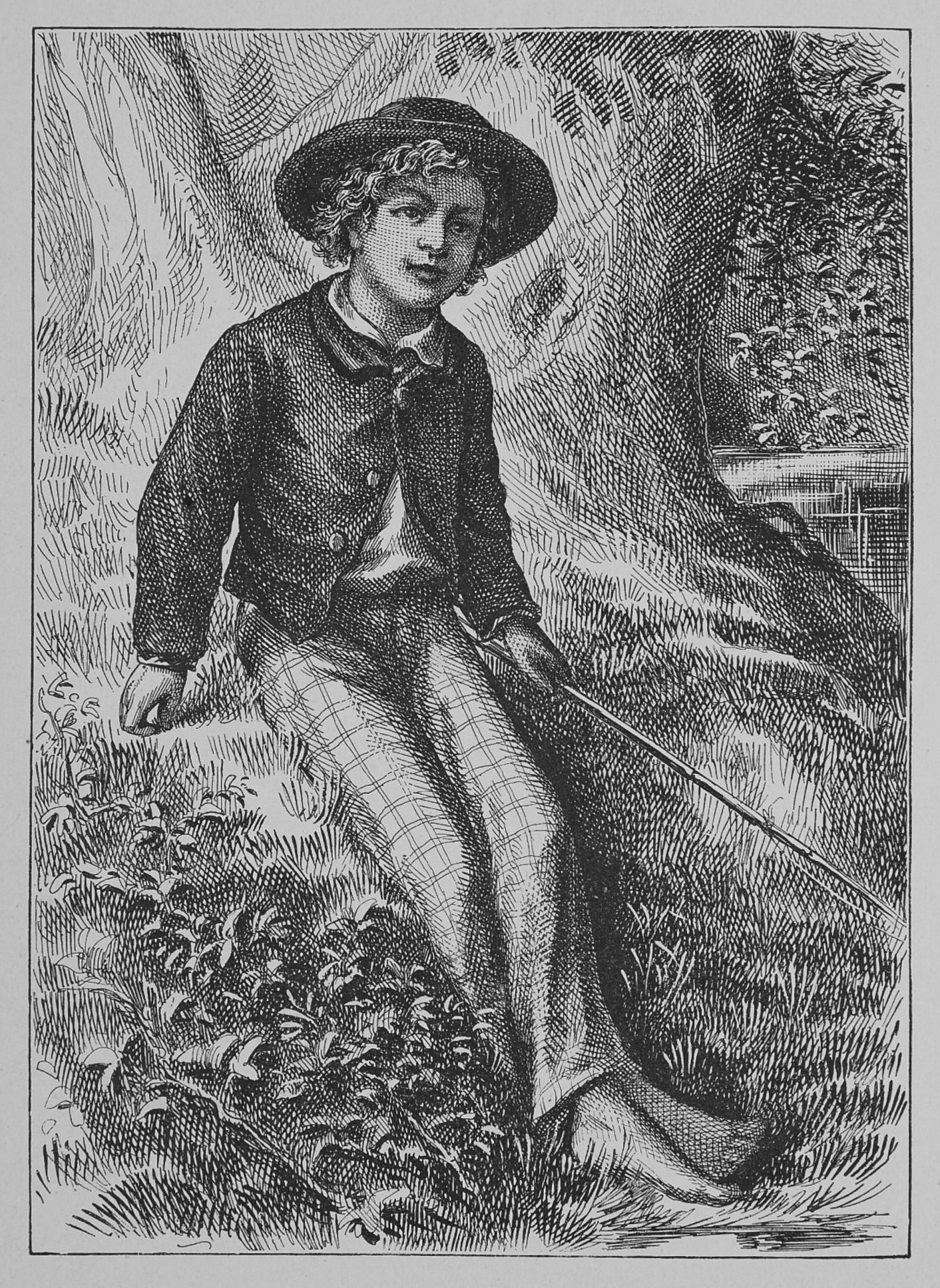
Tom Sawyer, ein Entdecker von MacDougal's Cave

Die Höhle war außerhalb der unmittelbaren Region um Hannibal kaum bekannt, bis 1876 Twains bahnbrechender Roman The Adventures of Tom Sawyer erschien. Schon bald machten sich Touristen aus aller Welt auf den Weg, um die reale Höhle zu besichtigen, die die Grundlage für die fiktive „MacDougal's Cave“ des Romans bildete, in der Tom und Becky Thatcher von Indianer-Joe in Lebensgefahr gebracht wurden. Die ersten regelmäßigen Führungen für zahlende Kunden begannen 1886, als der örtliche Farmer John East von Touristen einen Dime verlangte, um einige der Orte in der Höhle zu sehen, die durch den Roman berühmt geworden waren. East grub für diese Führungen einen Eingang aus, stellte aber fest, dass es schwierig war, durch diesen Eingang zu gelangen. Im Jahr 1890 wurde in der Nähe ein neuer Eingang zur Höhle geschaffen.
Mehr als fünfzig Jahre lang sahen die Touristen die Höhle so, wie Twain sie in seiner Jugend besichtigt hatte, bei Kerzenlicht oder mit einer Laterne. Das änderte sich 1939, als die Familie Cameron die Besucherbereiche der Höhle mit elektrischem Licht ausstattete. Die Höhle war 1923 von Richter E.T. Cameron gekauft worden, der als junger Mann Höhlenführer gewesen war. Nach einer Reihe von Besitzern in den späten 1800er und frühen 1900er Jahren war Cameron als Verwalter der Höhle tätig. Er war der Erste, der standardisierte Führungsrouten in der Höhle einrichtete, ein kleines Gebäude in der Nähe des Eingangs für den Verkauf von Eintrittskarten errichtete und die Höhle in den Zeitungen als „Mark Twain Cave“ bewarb.

### Entdeckung der Cameron-Höhle
An einem kalten Wintertag im Jahr 1925 kümmerte sich der Sohn des Richters Evan Thomas Cameron, Archie, um die Rinderherde der Familie, als er Dampf aus einem Erdloch auf der anderen Seite des Tals gegenüber der Mark Twain Cave aufsteigen sah. Nach einigen Grabungen entdeckte er einen großen natürlichen unterirdischen Raum. Bei weiteren Erkundungen entdeckte er eine Höhle, die noch größer als die Mark Twain Cave war und mehr verschlungene Gänge aufwies. Diese „Schwesterhöhle“ wurde nach der Familie Cameron benannt. Es werden Führungen durch die Cameron-Höhle angeboten, die jedoch eher primitiver Natur sind. Die Höhle hat kein elektrisches Licht, und die einzigen Änderungen, die vorgenommen wurden, waren die gesetzlich vorgeschriebenen Sicherheitsmaßnahmen.

### Aktueller Status
Der gesamte Höhlenkomplex befindet sich im Privatbesitz von Todd und Austin Curry, die den Komplex im Jahr 2020 erworben haben. Zuvor war er im Besitz der Familie Coleberd, Nachfahren von Richter Cameron. Der Komplex umfasst die Mark Twain- und Cameron-Höhlen, einen Campingplatz, einen Geschenkeladen/Besucherzentrum, einen Kerzenladen und ein Weingut. Zu den weiteren angebotenen Aktivitäten gehört The Life and Times of Mark Twain, eine Ein-Mann-Bühnenvorstellung, die verschiedene Höhepunkte und den Humor im Leben des Autors aus der Ich-Perspektive darstellt. Eine der neuesten Erweiterungen des Höhlenkomplexes ist Sticks & Stones, ein interaktiver Edelsteinladen, in dem Kinder und Erwachsene nach Halbedelsteinen suchen können, ähnlich wie Twain es in seiner kurzen Karriere als Goldwäscher tat. Einer der bekanntesten Besucher war US-Präsident Jimmy Carter, der 1979 mit seiner Familie die Mark Twain Cave besichtigte. Die geführte Tour durch die Mark Twain Cave dauert etwa 55 Minuten, während die größere Tour durch die Cameron Cave durchschnittlich eine Stunde und 20 Minuten dauert. Die Mark Twain Cave ist das ganze Jahr über geöffnet, außer an Thanksgiving und Weihnachten. Die Cameron Cave ist nur vom Memorial Day bis zum Labor Day geöffnet.

### Entdeckung der Unterschrift von Clemens
Jahrzehntelang suchten Höhlenbesitzer, Wissenschaftler und Besucher nach der Unterschrift von Sam Clemens unter den 250.000 Unterschriften, die Besucher mit Kerzenrauch, Bleistift, Farbe und sogar Beerensaft an die Wände der Höhle geschrieben hatten. Am 26. Juli 2019 entdeckte Cindy Lovell, ehemalige Direktorin des Mark Twain Boyhood Home & Museum in Hannibal und des Mark Twain House in Hartford, Connecticut, während einer Sonderführung für Twain-Forscher den Schriftzug „Clemens“ an der Höhlenwand. Sie und die Eigentümerin Linda Coleberd hatten jahrzehntelang nach der Unterschrift gesucht. Die Twain-Wissenschaftler Alan Gribben und Kevin Mac Donnell beglaubigten die Unterschrift.